# Leptasthenura fuliginiceps
Leptasthenura fuliginiceps е вид птица от семейство Furnariidae. Видът е незастрашен от изчезване.

## Разпространение
Разпространен е в Аржентина и Боливия.